# 藤販
藤販株式会社（ふじはん）は、かつて大阪府に本社を置き、主として医療用医薬品卸売業を営んでいた会社。藤沢薬品工業系医薬品卸売業者である。 現在は「スズケン」である。

## 本社所在地
- 大阪府大阪市東区今橋3-25

## 沿革
- 昭和28年10月1日：藤沢商店（現・藤沢薬品工業）の大阪地区において販売拡張と大衆浸透を促進するため、藤沢直属の販売会社として「藤沢医薬販売株式会社」を「富士薬品株式会社」と「合名会社中西清次郎商店（中西清薬品株式会社）」の2次卸部門からも出資してもらい設立
- 昭和41年：「藤販株式会社」に商号変更
- 昭和43年：開業医担当課設立
- 昭和47年：医療品課を新設し藤沢メデイカルサプライ株式会社の商品・守口臨床化学研究所の検体取次業務開始
- 昭和61年11月：「藤沢薬品工業」とオンライン受発注データー交換システム稼動
- 昭和63年5月：JD-NET（医薬品業界データー交換システム）稼動
- 平成元年4月：「中西清薬品株式会社」と合併し「株式会社ドーエーメディックス」と商号変更

## 当時の藤沢薬品の主力商品
- トリコマイシン「藤沢」
- ジキラノゲンC
- カイニン酸「藤沢」
- キシロカイン（アストラ「現・アストラゼネカ」）
- イルコディン（ガイギー「現・ノバルティス」）
- イルガピリン（ガイギー「現・ノバルティス」）
- オイラックス（ガイギー「現・ノバルティス」）
- ブタゾリジン（ガイギー「現・ノバルティス」）
- シントローム（ガイギー「現・ノバルティス」）
- ロミチール（ロシュ）
- ノイビタン
- アンツーラン（ガイギー「現・ノバルティス」）
- シタネスト（アストラ「現・アストラゼネカ」）
- プレコール
- テグレトール（チバガイギー「現・ノバルティス」）
- ピロエース
- ノイロビタン
- オルベニン（ビーチャム「現・グラクソスミスミクライン」）
- ペンブリチン（ビーチャム「現・グラクソスミスミクライン」）
- トランコロン
- フジパップ
- プリンペラン
- トフラニール（チバガイギー「現・ノバルティス」）
- ストメリンD
- ピロエース
- インタール（ファイソンズ）
- セファメジン
- アナフラニール（チバガイギー「現・ノバルティス」）
- ボルタレン（チバガイギー「現・ノバルティス」）
- ラキソベロン（帝人）
- ベニロン（帝人）
- プログラフ
- ワンアルファ（帝人）
- ムコソルバン（帝人・ベーリンガーインゲルハイム）
- コンファクトF（化学及血清療法研究所）
- サリベート（帝人）
- リノコート（帝人）
- サルコート（帝人）
- HBワクチン（化学及血清療法研究所）
- ウロキナーゼ（わかもと製薬）
- リドーラ（スミスクライン「現・グラクソスミスミクライン」）
- グラマリール（セフシ）
- カルポカイン（アストラ「現・アストラゼネカ」）
- マーカイン（アストラ「現・アストラゼネカ」）
- セフスパン
- セフゾン
- タガメット（ビーチャム「現・グラクソスミスミクライン」）
- ニバジール
- オメプラール（アストラ「現・アストラゼネカ」）
- セロケン（アストラ「現・アストラゼネカ」）
- サワシリン（ビーチャム「現・グラクソスミスミクライン」）
  - 当時は、藤沢薬品は「ガイギー」「アストラ」「ビーチャム」「帝人」と独占契約していた。
  - 「ガイギー」と「チバ」（販売・武田薬品）とが合併し「チバガイギー」となるも「ガイギー」が生産する商品独占販売。
  - 「ビーチャム」も途中で「スミスクライン・ベックマン」（販売・藤沢薬品・住友製薬）と合併し「スミスクライン・ビーチャム」と商号変更。
  - 「アストラ」も「ゼネカ」（販売・住友製薬）と合併し「アストラゼネカ」と商号変更。
  - 「チバガイギー」と「サンド」（販売・三共）と合併し「ノバルティス」と商号変更。
  - 「チバガイギー」（現在・「ノバルティス」）「スミスクライン・ビーチャム」（現在・「グラクソ・スミスクライン」）と商号変更。
  - 「日本チバガイギー」は昭和60年1月より自販に移行（同時に武田薬品との提携も解消）
  - 「スミスミクライン・ビーチャム」は昭和62年10月より首都圏で自販体制に移行、昭和63年4月「大阪地区」「名古屋地区」10月からは「福岡地区」が自販に移行し平成2年11月より全国自販体制へ移行
  - 「アストラ」は、平成10年から全国自販に移行
  - 「帝人」は、昭和60年4月東京・千葉・埼玉・神奈川の一部の病院から自販体制開始、昭和63年4月より首都圏の全域、近畿圏は平成1年4月から東海圏は平成5年4月より移行し順次自販体制を確立し全国自販体制に移行。

## 大株主
- 藤沢薬品67.1％
- 中西清薬品11.7％

## 主要取引メーカー
- 藤沢薬品
- 日本ロシュ
- 三和化学研究所
- 日本チバガイギー
- 保栄薬工
- わかもと製薬
- 日清製薬

## 営業所
- 大阪市・茨木市